# Golfo Sčast'ja
Il golfo Sčast'ja (in russo залив Счастья?) è un'insenatura situata nella parte occidentale del mare di Ochotsk, in Russia. Appartiene al Nikolaevskij rajon, nel Territorio di Chabarovsk (Circondario federale dell'Estremo Oriente).

## Geografia
Il golfo Sčast'ja è un'insenatura lagunare, si trova nella parte meridionale del golfo di Sachalin, ed è chiuso a nord-est da una striscia di terra (la Petrovskaja kosa) e dalle isole di Čkalov e di Bajdukov. Si protende nel continente per 7 km ed è largo 37 km, la profondità è di soli 3 m. Il golfo ha tre uscite verso il mare aperto, la più grande delle quali (2,4 km) si trova tra le isole di Čkalov e di Bajdukov. Nella parte centrale del golfo si trova l'isola Kevor (остров Кевор),53°26′36″N 141°04′36″E, e le isole Dygruž (острова Дыгруж), dette anche Čaečnye (Чаечные), 53°26′36″N 141°04′36″E; all'uscita sud-occidentale l'isola Čeuš' (остров Чеушь) 53°18′08″N 141°26′15″E. Sfociano nel golfo i fiumi Iska e Avri.
Sulla costa meridionale si trovano i villaggi di Vlas'evo e Men'šikovo.

## Flora e fauna
Le coste sono basse ricoperte di larici e pecci.
Nella zona del golfo nidifica l'aquila di mare di Steller, la sterna comune, la sterna aleutina e l'urietta marmorizzata.

## Curiosità
"Golfo Sčast'ja" è stato il titolo di un film sovietico del 1987 sulla vita dell'ammiraglio Gennadij Ivanovič Nevel'skoj.